# 拉林铁路
拉林铁路是中华人民共和国境内的一条连接西藏自治区首府拉萨市与林芝市的国铁I级单线电气化铁路。是川藏铁路与滇藏铁路的西段组成部分。线路西起拉萨市曲水县的协荣站，自拉日铁路析出后向东沿雅鲁藏布江布置，经山南市（贡嘎县、扎囊县、乃东区、桑日县、加查县）、林芝市（朗县、米林市、巴宜区），东至林芝市巴宜区的林芝站。线路全长435.48公里，设计最高时速160千米。
拉林铁路于2014年12月19日正式动工建设，2021年6月25日建成通车。作为成都~拉萨铁路主干线及昆明~拉萨铁路主干线的重要组成部分，拉林铁路是西藏自治区第一条设计时速160千米的干线铁路，同时也是西藏自治区第一条电气化铁路。

## 历史
拉林铁路原计划于2014年9月开工建设，2014年10月30日发改委批复《新建川藏铁路拉萨至林芝段可行性研究报告》，总投资366亿元（不含相关市政配套和护路联防工程投资），包括工程投资359.8亿元（含征地拆迁补偿费15.9亿元）、机车车辆购置费6.2亿元。
2014年12月19日，拉林铁路正式动工建设。
2020年6月20日，川藏铁路拉林段藏木雅鲁藏布江双线特大桥现浇主梁成功合龙，标志着拉林铁路全线120座桥梁主体工程全部完工，同时创造了世界同类型铁路桥梁海拔最高、钢管拱跨度最大（主拱跨径430米）、主拱钢管直径最大（钢管直径1.8米）、钢管拱单根管内混凝土顶升方量最多（单根管内混凝土顶升方量1022方）4个“世界第一”。

## 线路及车站
拉林铁路自青藏铁路拉萨站出岔，向东沿雅鲁藏布江布置，经扎囊、乃东、桑日、加查、朗县、米林至林芝。线路为单线电气化铁路，最高时速160公里，新建正线404.794千米。全线设34座车站，其中10座客货运站，分别为协荣、贡嘎、扎囊、山南、桑日、加查、朗县、米林、岗嘎和林芝站；另有8座会让车站，分别为扎其、沃卡、巴玉、热当、热米、下却、甲竹和康萨。

## 运营
2021年6月25日，拉林铁路开通运营，并开行拉萨往返林芝的直达特快列车1对以及林芝至拉萨、林芝经拉萨至日喀则的城际动车组列车各1对。其中直达特快列车由和谐1D型电力机车以及25T型客车（增氧型）担当；城际动车组列车则采用复兴号CR200J型动车组（双源高原型）担当。

## 主要桥隧
| 名称         | 位置         | 位置         | 长度（米） | 贯通日期       | 备注                                 |
| ------------ | ------------ | ------------ | ---------- | -------------- | ------------------------------------ |
| 嘎拉山隧道   | 曲水县       | 贡嘎县       | 4,373      | 2018年4月7日   | 平均海拔3,600米，最大埋深674米       |
| 明则特大桥   | 山南市       | 桑日县       | 3,376      | 2017年3月25日  |                                      |
| 桑珠岭隧道   | 桑日县       | 桑日县       | 16,449     | 2018年1月17日  |                                      |
| 巴玉隧道     | 桑日县       | 加查县       | 13,037     | 2019年11月2日  | 最高海拔3,500米，最大埋深达2,080米   |
| 达嘎拉隧道   | 朗县洞嘎镇   | 朗县洞嘎镇   | 17,324     | 2020年1月23日  |                                      |
| 贡多顶隧道   | 米林市卧龙镇 | 米林市卧龙镇 | 13,590     | 2019年6月9日   | 平均海拔3,100米，最大埋深1,500米     |
| 岗木拉山隧道 | 米林市       | 米林市       | 11,660     | 2019年12月29日 | 最高海拔3,100米左右，最大埋深1,813米 |
| 米林隧道     | 米林市       | 米林市       | 11,560     | 2020年4月7日   | 平均海拔3,100米，最大埋深达1,200米   |

## 意义
拉林铁路途径西藏人口最为稠密的地区，同时矿产资源丰富。拉林铁路的建设能对沿线经济开发起到重要作用。与此同时，拉林铁路也是规划中川藏铁路和滇藏铁路的组成部分，建成后将缩短西藏与成渝经济区、长三角经济区的距离。另一方面，拉林铁路通车结束了藏东南地区没有铁路的历史，彌補現有交通方式易受高原氣候影響的缺點，進一步完善區域綜合交通運輸體系，同時提升交通運輸的穩定性和通達性。
拉林铁路在施工建设过程中，注重环境，采用野生动物防护、弃渣科学处置、综合修复等技术措施，可更加有效地保护雪域地区生态。

## 事故
2023年6月6日9时08分许，拉林铁路甲竹至康萨区间的岗木拉山隧道发生地基下沉现象，中国铁路青藏局集团公司立即封锁线路并开始进行全面排查。由于地基下沉事故，通过此处的旅客列车全部停运。青藏局集团自6月8日起临时加开一对往返拉萨至朗县的列车，以满足拉林铁路西段的出行需求。6月18日11时26分，拉萨站通过微博发布消息称，拉林铁路岗木拉山隧道线路地基经全面检修已恢复，自6月19日零时起恢复全线运营。此次岗木拉山隧道发生地基下沉事故的原因尚不明朗。